# Przybliżenie dwustrumieniowe
Przybliżenie dwustrumieniowe – przybliżenie równania transportu promieniowania, w którym zakłada się, że promieniowanie propaguje się tylko w wzdłuż jednej prostej w przeciwne strony.
Przybliżenie opisuje efekty wielokrotnego rozpraszania w atmosferze i jest używane w wielu zastosowaniach, m.in. w modelach ogólnej cyrkulacji atmosfery oraz w modelach prognozy pogody. Przybliżenie dwustrumieniowe jest najprostszym przybliżeniem opisującym efekty rozproszenia wielokrotnego w atmosferze, których nie da się opisać za pomocą opisu rozpraszania jednokrotnego.
Istnieją różne warianty przybliżenia, m.in. przybliżenie Eddingtona.